# Leichtathletik-Weltmeisterschaften 2015/20 km Gehen der Männer

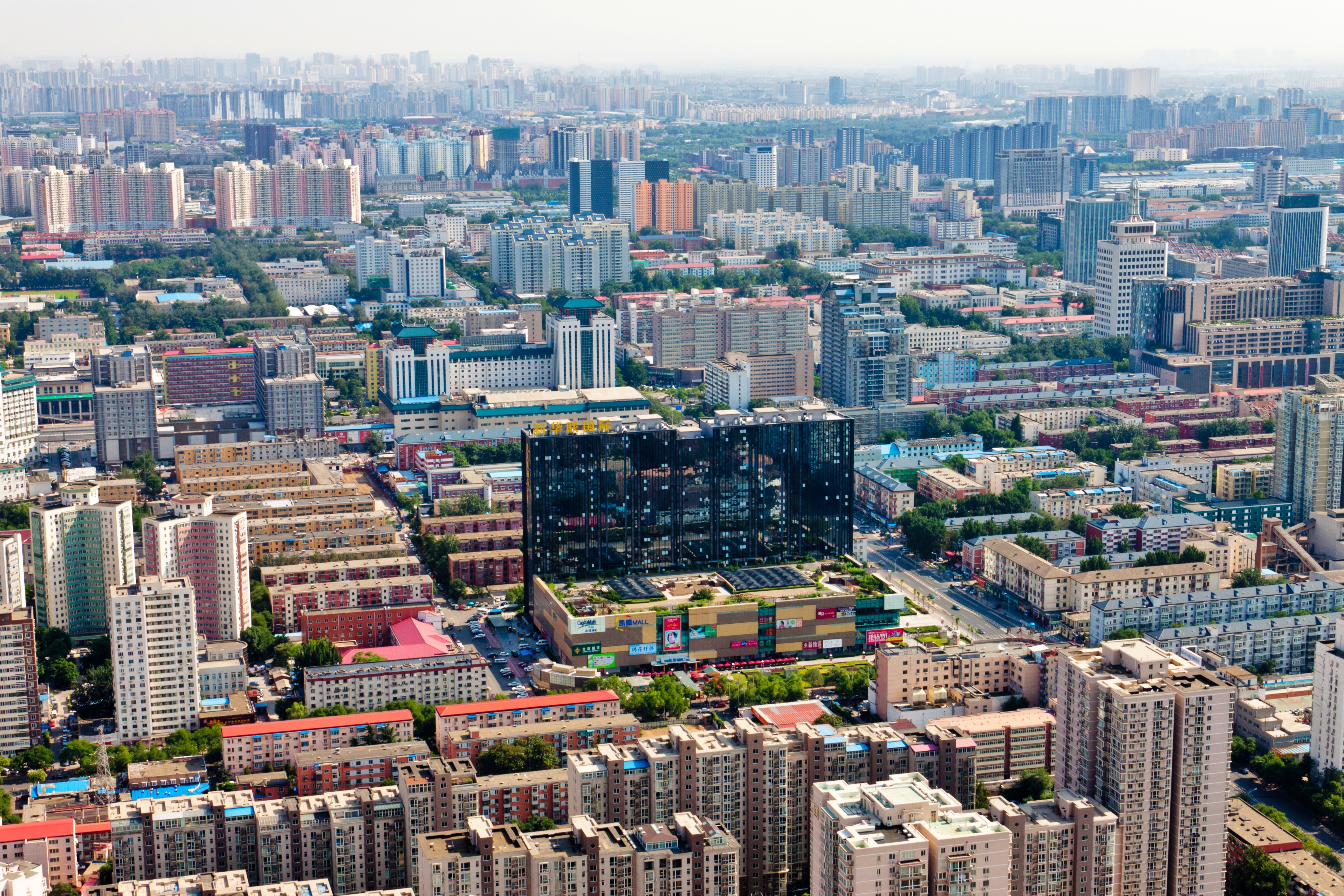
Blick vom Fernsehturm auf die Stadt Peking im Jahr 2012

Das 20-km-Gehen der Männer bei den Leichtathletik-Weltmeisterschaften 2015 wurde am 23. August 2015 in den Straßen der chinesischen Hauptstadt Peking ausgetragen.
Der spanische Vizeweltmeister von 2013 Miguel Ángel López gewann diesen Wettkampf vor dem chinesischen Olympiadritten von 2012 Wang Zhen. Der Kanadier Benjamin Thorne errang die Bronzemedaille.

## Rekorde
| Weltrekord               | Yusuke Suzuki   | 1:16:36 h | Nomi, Japan                         | 15. März 2015   |
| Weltmeisterschaftsrekord | Jefferson Pérez | 1:17:21 h | WM in Paris/Saint-Denis, Frankreich | 23. August 2003 |

Der bestehende WM-Rekord wurde bei diesen Weltmeisterschaften nicht eingestellt und nicht verbessert.
Es wurden zwei Landesrekorde aufgestellt:
- 1:19:57 h – Benjamin Thorne, Kanada
- 1:21:43 h – Lebogang Shange, Südafrika

## Ausgangssituation
Bei den großen Meisterschaften der jüngeren Vergangenheit hatten die chinesischen Geher besonders erfolgreich abgeschnitten. Chen Ding als Olympiasieger von 2012 und Vizeweltmeister von 2013, Wang Zhen als Olympiadritter sowie Cai Zelin als Olympiavierter gehörten auch hier wieder zum Kreis der Favoriten. Darüber hinaus war stark mit dem spanischen Europameister, WM-Dritten und Olympiafünften Miguel López zu rechnen.

## Wettbewerbsverlauf
23. August 2015, 8:30 Uhr (2:30 Uhr MESZ)
Die Bedingungen mit hoher Luftfeuchtigkeit und der Luftverschmutzung in Peking waren schwierig für die Geher. Dennoch war das Tempo vor allem angesichts dieser Umstände von Beginn an nicht langsam. Nach fünf Kilometern führte der Deutsche Hagen Pohle mit einem minimalen Vorsprung von drei Sekunden vor einer großen Gruppe, die ihn bald wieder einholte. Weiter bildeten viele Geher vorne eine große Spitzengruppe, in der sich die drei Chinesen immer wieder um Tempo bemühten. Bei Streckenhälfte führte Cai Celin bei einer Durchgangszeit von 40:20 min eine achtzehnköpfige Spitzengruppe an. Dann wagte Wang einen Vorstoß und erarbeitete sich bis Kilometer fünfzehn einen Vorsprung von elf Sekunden auf die nächsten Verfolger López und Andrés Chocho aus Ecuador. Die Spitzengruppe war nun komplett auseinandergefallen. Der Kanadier Benjamin Thorne war mit siebzehn Sekunden Rückstand auf Wang Vierter vor Chen – fünf weitere Sekunden zurück – und Cai – drei weitere Sekunden dahinter. Auf Platz fünf folgte der Ukrainer Ihor Hlawan mit einem Rückstand von 31 s auf Spitzenreiter Wang.
Doch der Wettkampf war noch nicht entschieden. Kurz nach Kilometer achtzehn holte López den führenden Chinesen ein und zog dann auch gleich an ihm vorbei Chocho war inzwischen nach seiner dritten Verwarnung nicht mehr im Wettkampf. López vergrößerte nun den Abstand zu Wang immer weiter, das Tempo auf der zweiten Streckenhälfte war noch einmal deutlich höher als auf den ersten zehn Kilometern. Miguel López ließ sich den Sieg nicht mehr nehmen, am Ende wurde er Weltmeister mit fünfzehn Sekunden Vorsprung auf den Zweiten Wang Zhen. Bronze gewann ganz überraschend Benjamin Thorne, der 28 Sekunden nach Wang das Ziel erreichte. Etwas mehr als eine halbe Minute dahinter wurde Ihor Hlawan Vierter vor Cai Zelin, der sich nach einem zwischenzeitlichen Schwächeanfall wieder erholt hatte. Der Brasilianer Caio Bonfim kam auf den sechsten Rang vor Eider Arévalo aus Kolumbien. Achter wurde der Australier Dane Bird-Smith.
| Zwischenzeiten | Zwischenzeiten | Zwischenzeiten | Zwischenzeiten |
| Marke          | Zwischenzeit   | Führende(r) | 5-km-Zeit      |
| -------------- | -------------- | --- | -------------- |
| 5 km           | 20:10 min      | Hagen Pohle – 3 s vor großer Gruppe                                                                                | 20:10 min      |
| 10 km          | 40:20 min      | Cai Zelin mit 18-köpfiger Gruppe – 3 s vor Verfolgern                                                              | 20:10 min      |
| 15 km          | 59:53 min      | Wang – López und Chocho 11 s zurück – Thorne 17 s zurück – Chen 22 s zurück – Cai 25 s zurück – Hlawan 31 s zurück | 19:33 min      |
| 20 km          | 1:19:29 h      | Miguel López | 19:36 min      |

## Ergebnis

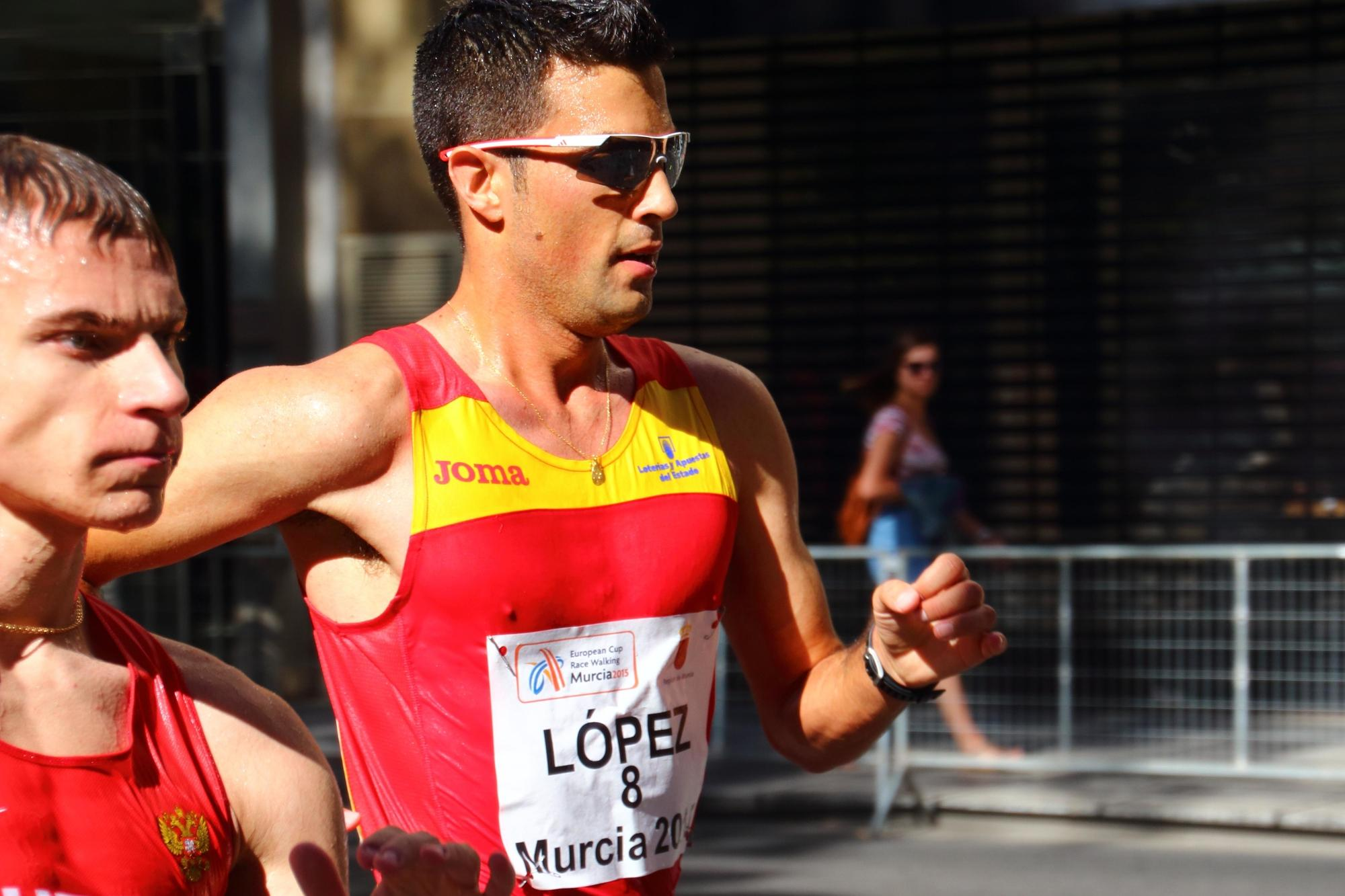
Weltmeister Miguel López

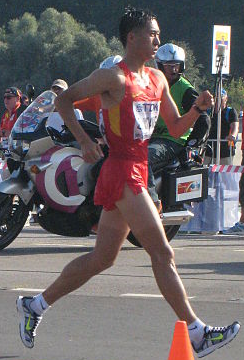
Vizeweltmeister Wanh Zhen

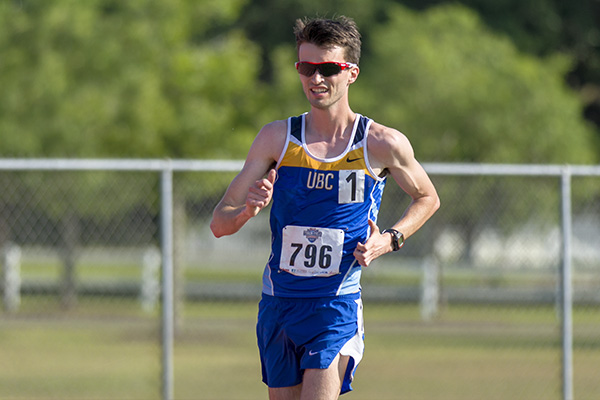
Bronzemedaillengewinner Benjamin Thorne

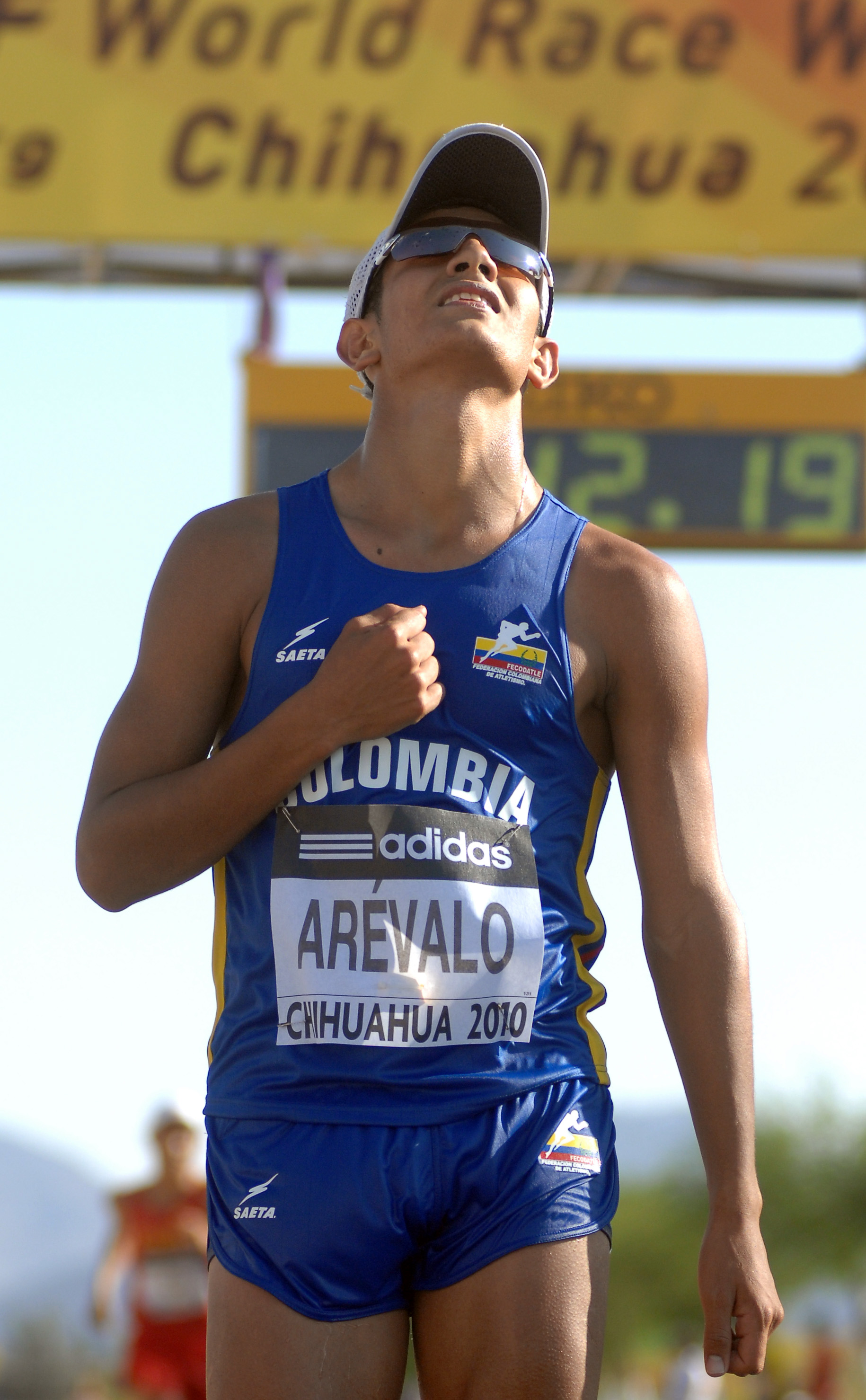
Eider Arévalo belegte den siebten Platz

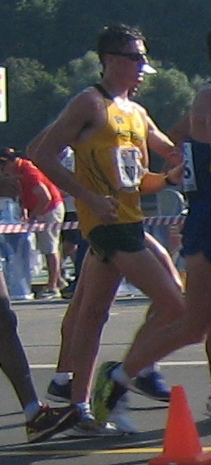
Rang acht für Dane Bird-Smith

| Platz | Athlet                  | Land                | Zeit (h)   | Verwarnungen       |
| ----- | ----------------------- | ------------------- | ---------- | ------------------ |
|       | Miguel Ángel López      | Spanien             | 1:19:14 PB |                    |
|       | Wang Zhen               | Volksrepublik China | 1:19:29    | Bod / Bod          |
|       | Benjamin Thorne         | Kanada              | 1:19:57 NR |                    |
| 04    | Ihor Hlawan             | Ukraine             | 1:20:29 SB |                    |
| 05    | Cai Zelin               | Volksrepublik China | 1:20:42    |                    |
| 06    | Caio Bonfim             | Brasilien           | 1:20:44 SB |                    |
| 07    | Eider Arévalo           | Kolumbien           | 1:21:13    |                    |
| 08    | Dane Bird-Smith         | Australien          | 1:21:37    |                    |
| 09    | Chen Ding               | Volksrepublik China | 1:21:39    |                    |
| 10    | Kim Hyun-sub            | Südkorea            | 1:21:40    |                    |
| 11    | Lebogang Shange         | Südafrika           | 1:21:43 NR |                    |
| 12    | Evan Dunfee             | Kanada              | 1:21:48 SB |                    |
| 13    | Isamu Fujisawa          | Japan               | 1:21:51    | Bod                |
| 14    | Iñaki Gómez             | Kanada              | 1:21:55 SB |                    |
| 15    | Eder Sánchez            | Mexiko              | 1:21:56 SB | Bod                |
| 16    | Álvaro Martin           | Spanien             | 1:22:04    |                    |
| 17    | Quentin Rew             | Neuseeland          | 1:22:18 SB | Knie               |
| 18    | Hagen Pohle             | Deutschland         | 1:22:29    |                    |
| 19    | Massimo Stano           | Italien             | 1:22:53    |                    |
| 20    | Giorgio Rubino          | Italien             | 1:23:23    | Bod                |
| 21    | Ruslan Dmytrenko        | Ukraine             | 1:23:37    |                    |
| 22    | José Leonardo Montaña   | Kolumbien           | 1:23:53    | Bod / Knie         |
| 23    | Dsjanis Simanowitsch    | Belarus             | 1:23:54    | Bod                |
| 24    | Tom Bosworth            | Großbritannien      | 1:23:58    |                    |
| 25    | Alexandros Papamichail  | Griechenland        | 1:24:11    |                    |
| 26    | Jared Tallent           | Australien          | 1:24:19    | Bod                |
| 27    | Federico Tontodonati    | Italien             | 1:24:33    |                    |
| 28    | Horacio Nava            | Mexiko              | 1:24:40 SB | Bod                |
| 29    | Diego García            | Spanien             | 1:24:52    |                    |
| 30    | Georgi Scheiko          | Kasachstan          | 1:24:58    |                    |
| 31    | Julio César Salazar     | Mexiko              | 1:24:58    |                    |
| 32    | Chris Erickson          | Australien          | 1:25:15    |                    |
| 33    | Kévin Campion           | Frankreich          | 1:25:16    | Bod                |
| 34    | Nils Brembach           | Deutschland         | 1:25:21    |                    |
| 35    | Gurmeet Singh           | Indien              | 1:25:22    |                    |
| 36    | João Vieira             | Portugal            | 1:25:49    |                    |
| 37    | Mauricio Arteaga        | Ecuador             | 1:25:50    |                    |
| 38    | Christopher Linke       | Deutschland         | 1:26:10    |                    |
| 39    | Iwan Lossew             | Ukraine             | 1:26:32    |                    |
| 40    | Anatole Ibanez          | Schweden            | 1:26:34    |                    |
| 41    | Chandan Singh           | Indien              | 1:26:40    |                    |
| 42    | Juan Manuel Cano        | Argentinien         | 1:27:10    |                    |
| 43    | Marco Antonio Rodríguez | Bolivien            | 1:27:15    |                    |
| 44    | Anton Kučmín            | Slowakei            | 1:27:46    |                    |
| 45    | Choe Byeong-kwang       | Südkorea            | 1:28:01    |                    |
| 46    | Richard Vargas          | Venezuela           | 1:28:18    |                    |
| 47    | Eiki Takahashi          | Japan               | 1:28:30    | Bod                |
| 48    | José María Raymundo     | Guatemala           | 1:29:01    |                    |
| 49    | Yerko Araya             | Chile               | 1:29:12    | Bod                |
| 50    | Kenny Martin Pérez      | Kolumbien           | 1:29:31    | Bod / Bod          |
| DNF   | Pavel Chihuan           | Peru                |            |                    |
| DNF   | Perseus Karlström       | Schweden            |            |                    |
| DNF   | Yūsuke Suzuki           | Japan               |            |                    |
| DNF   | Erik Tysse              | Norwegen            |            |                    |
| DNF   | Sérgio Vieira           | Portugal            |            |                    |
| DNF   | Baljinder Singh         | Indien              |            |                    |
| DSQ   | Byun Young-jun          | Südkorea            |            | Bod / Bod / Bod    |
| DSQ   | Andrés Chocho           | Ecuador             |            | Bod / Bod / Bod    |
| DSQ   | Aljaksandr Ljachowitsch | Belarus             |            | Bod / Bod / Bod    |
| DSQ   | Marius Šavelskis        | Litauen             |            | Knie / Knie / Knie |
| DSQ   | Alex Wright             | Irland              |            | Bod / Bod / Bod    |

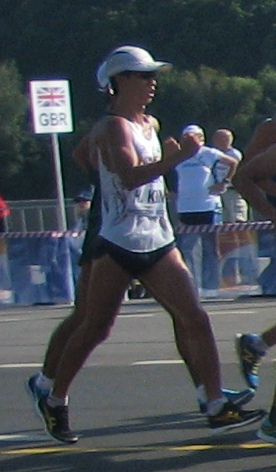
Kim Hyun-sub – Platz zehn
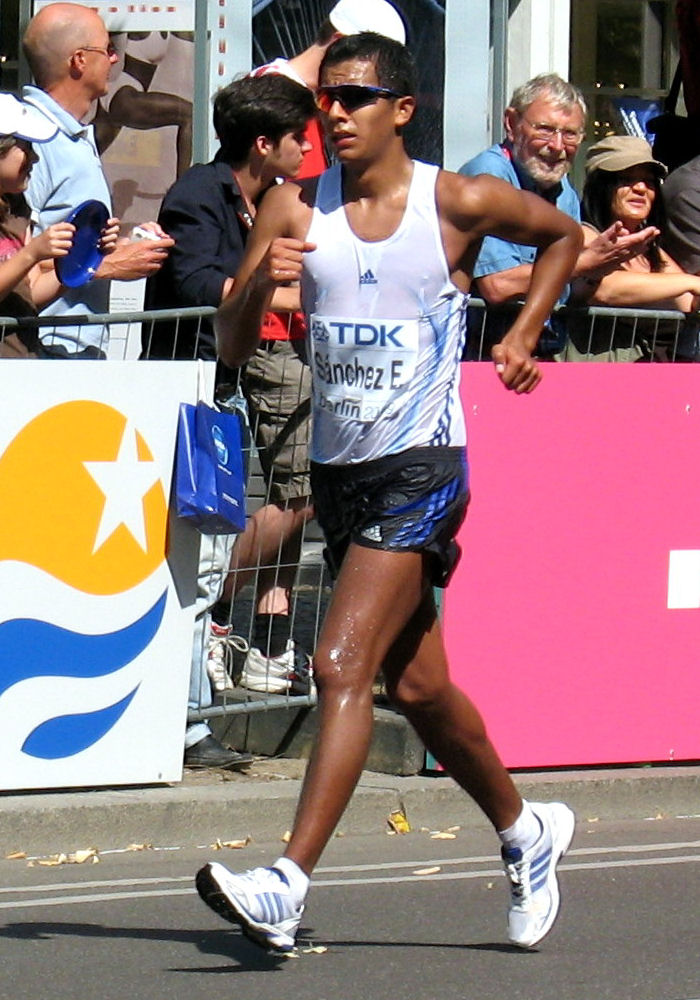
Eder Sánchez wurde Fünfzehnter
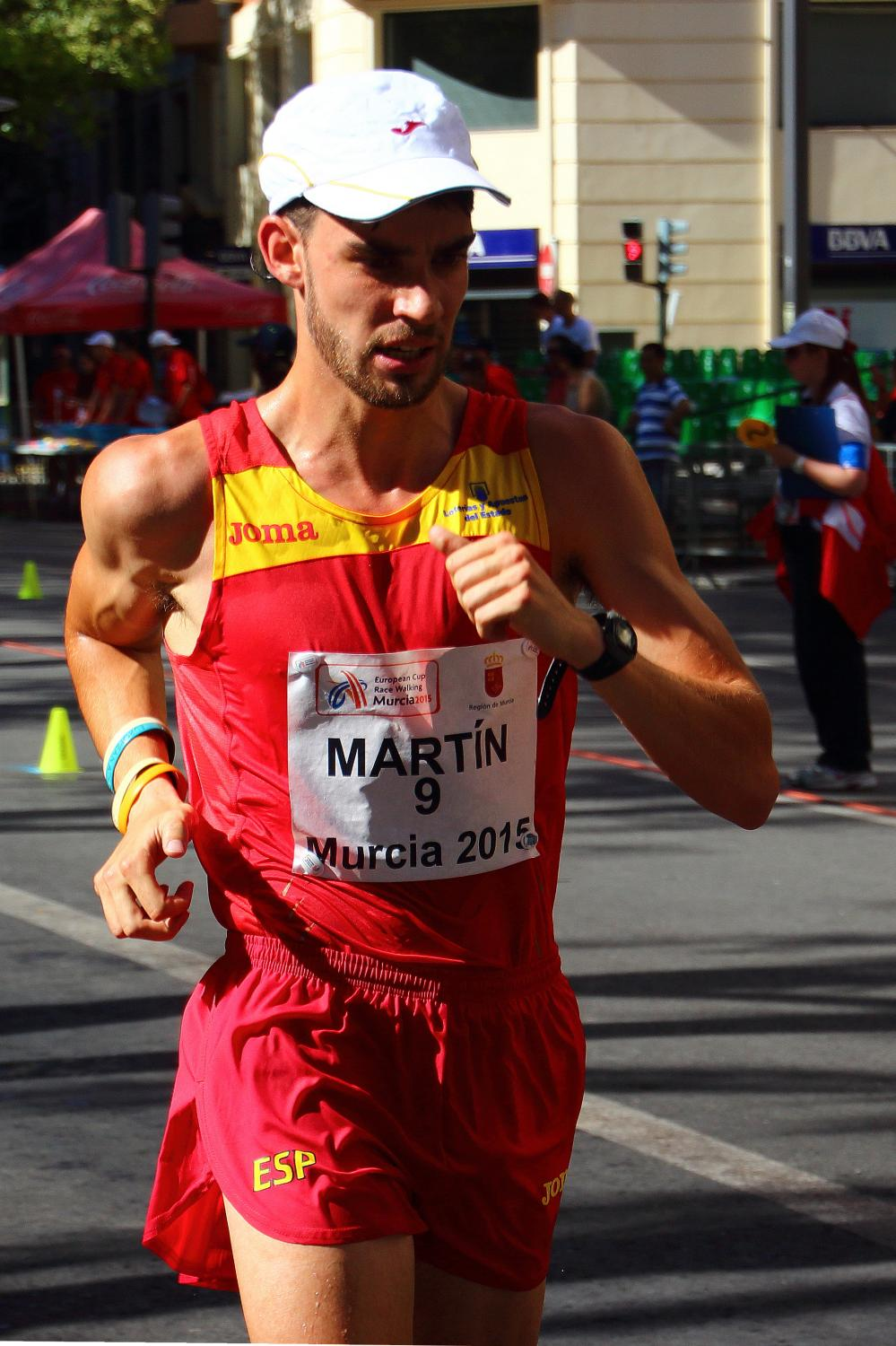
Alvaro Martin belegte Rang sechzehn
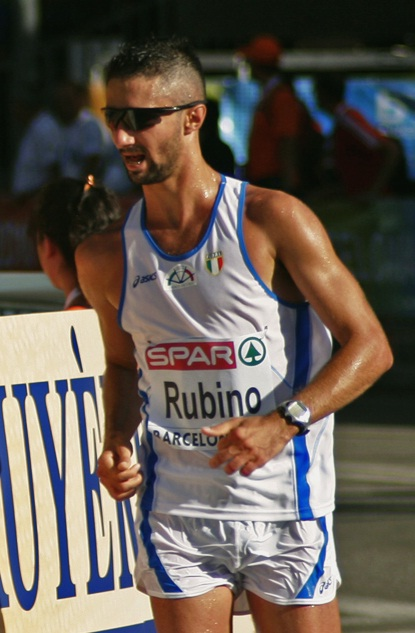
Giorgio Rubino kam auf Platz zwanzig
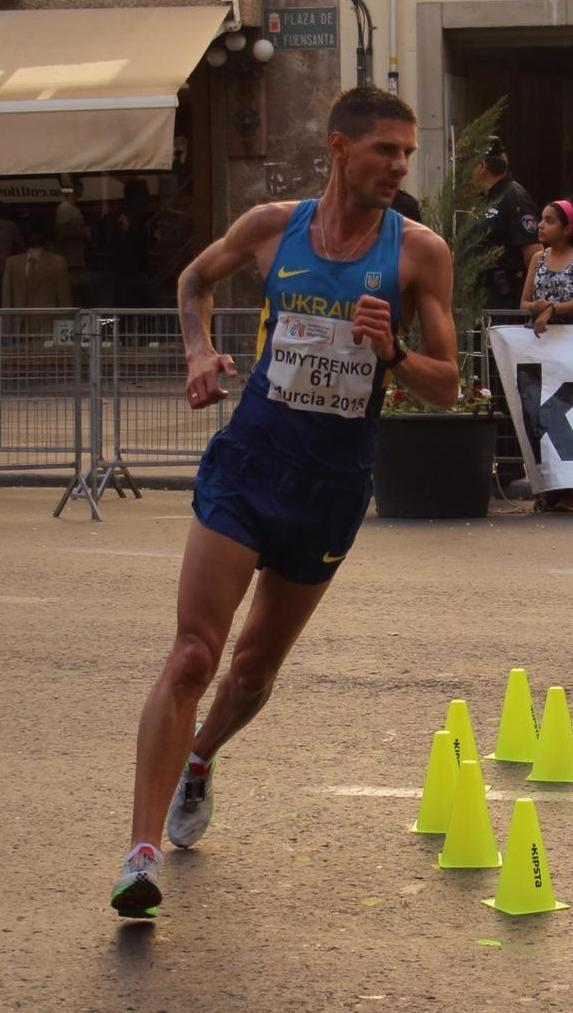
Rusla Dmytrenko erreichte als 21. das Ziel
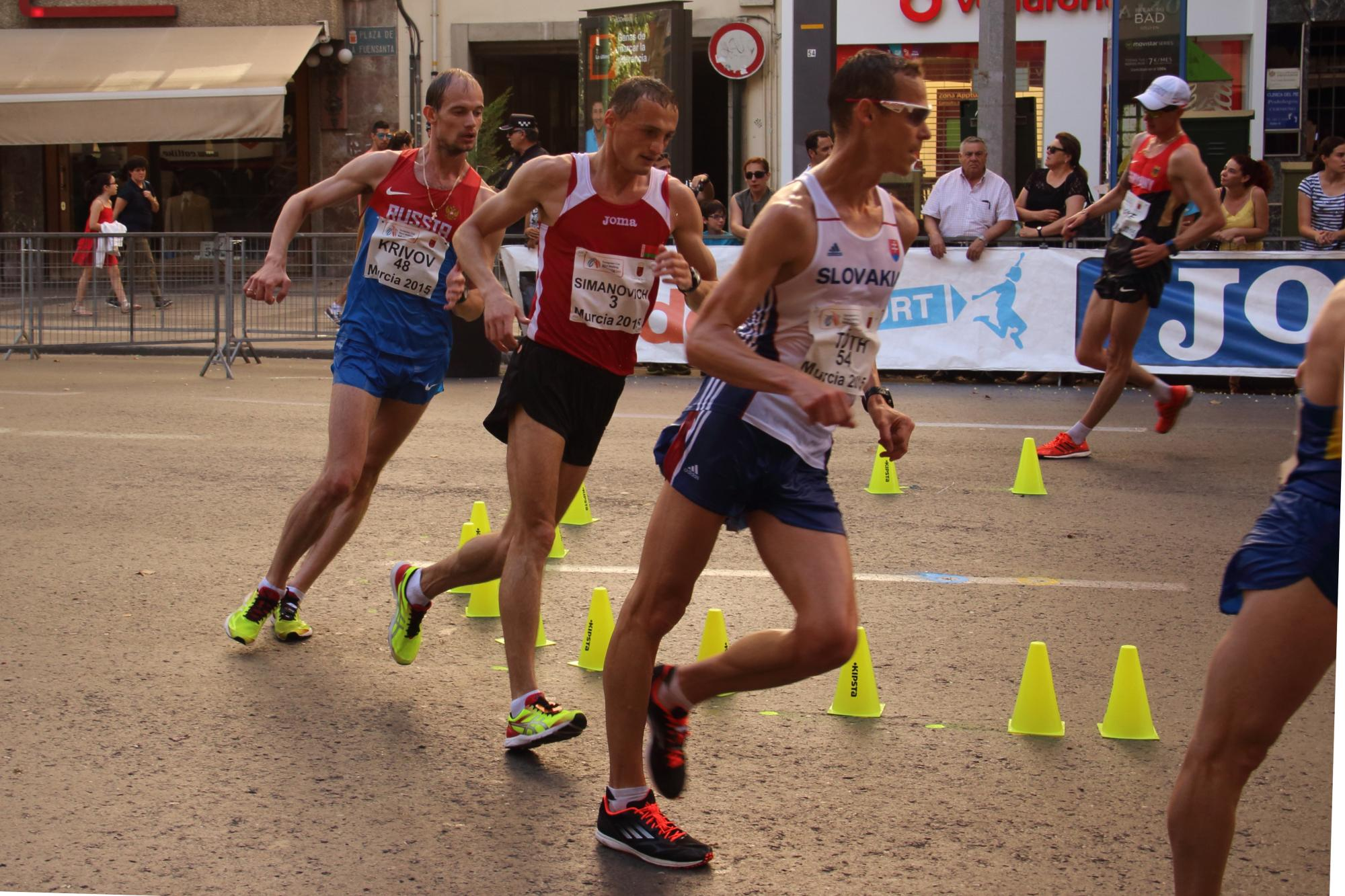
Dsjanis Simanowitsch (Mitte) – Platz 23
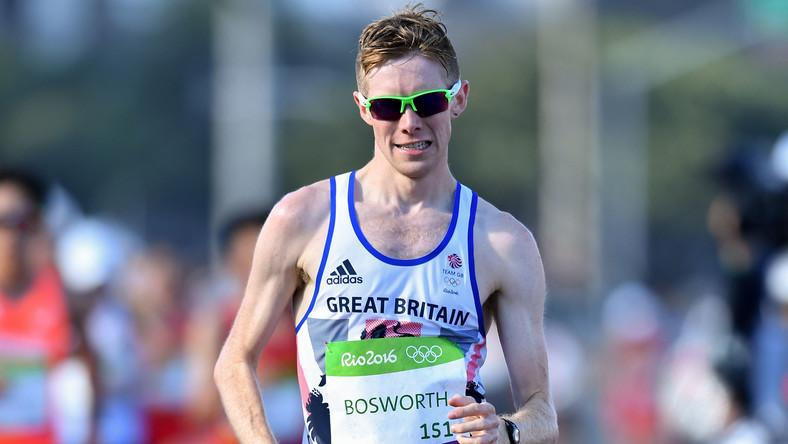
Tom Bosworth – Rang 24
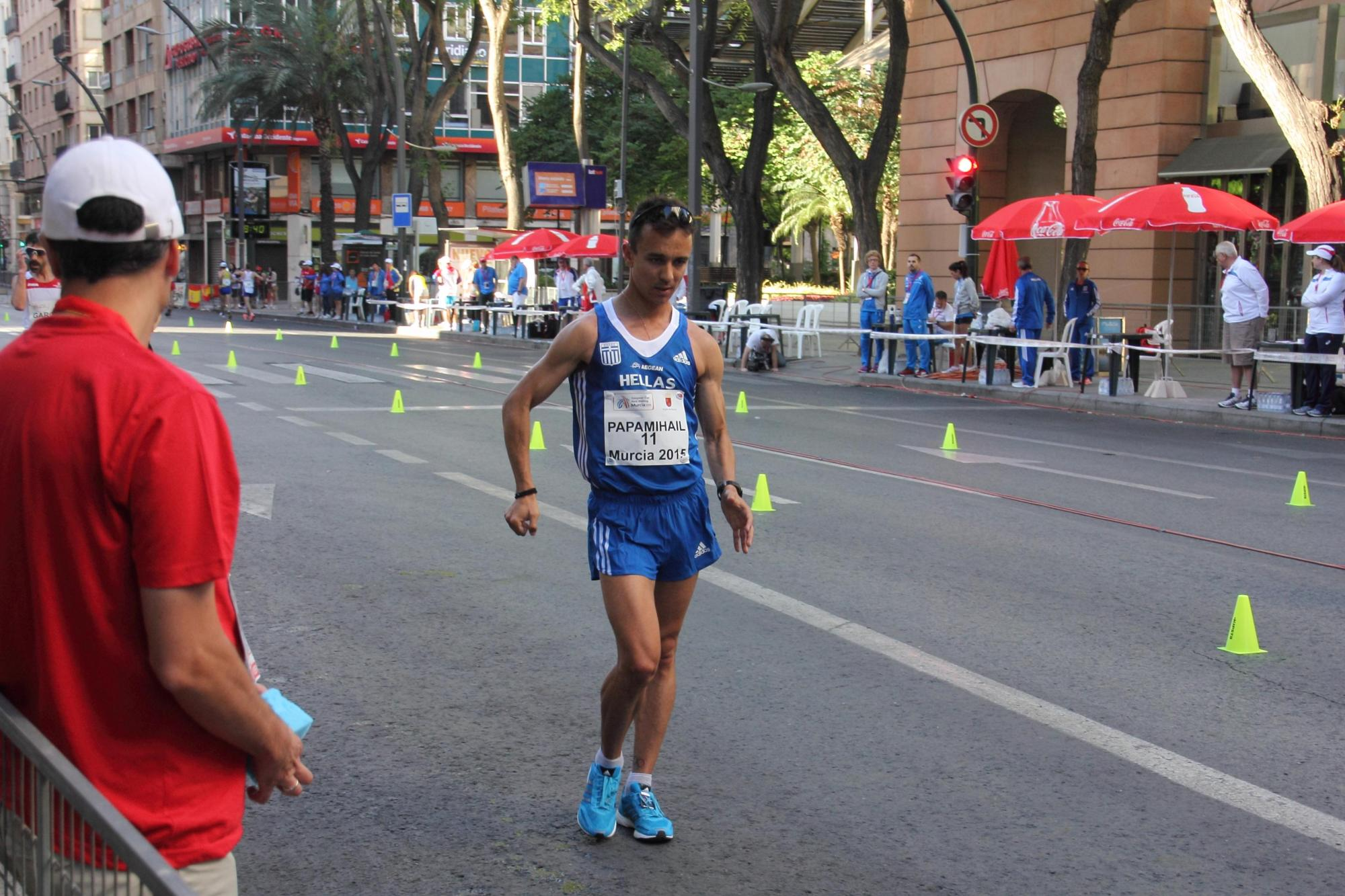
Alexandros Papamichail wurde 25.
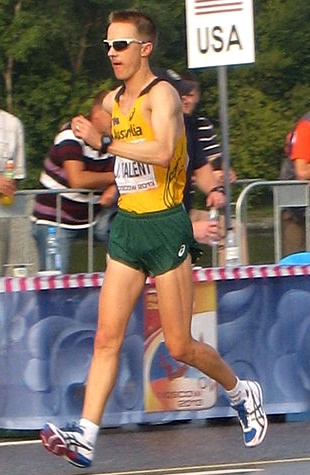
Jared Tallent musste sich hier mit Rang 26 zufriedengeben, wurde jedoch sechs Tage später Vizeweltmeister auf der 50-km-Distanz
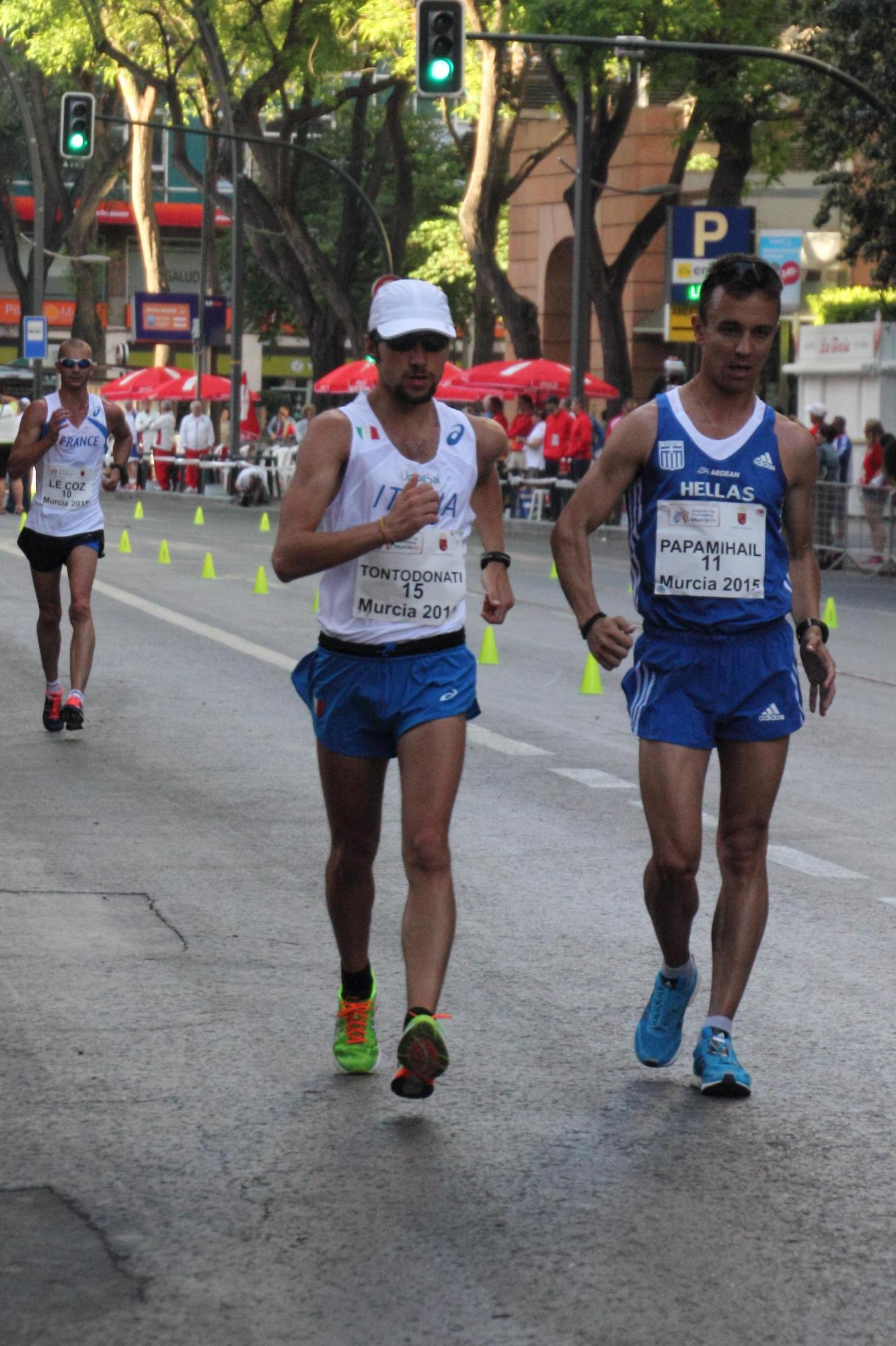
Federico Tontodonati (links) – Rang 27
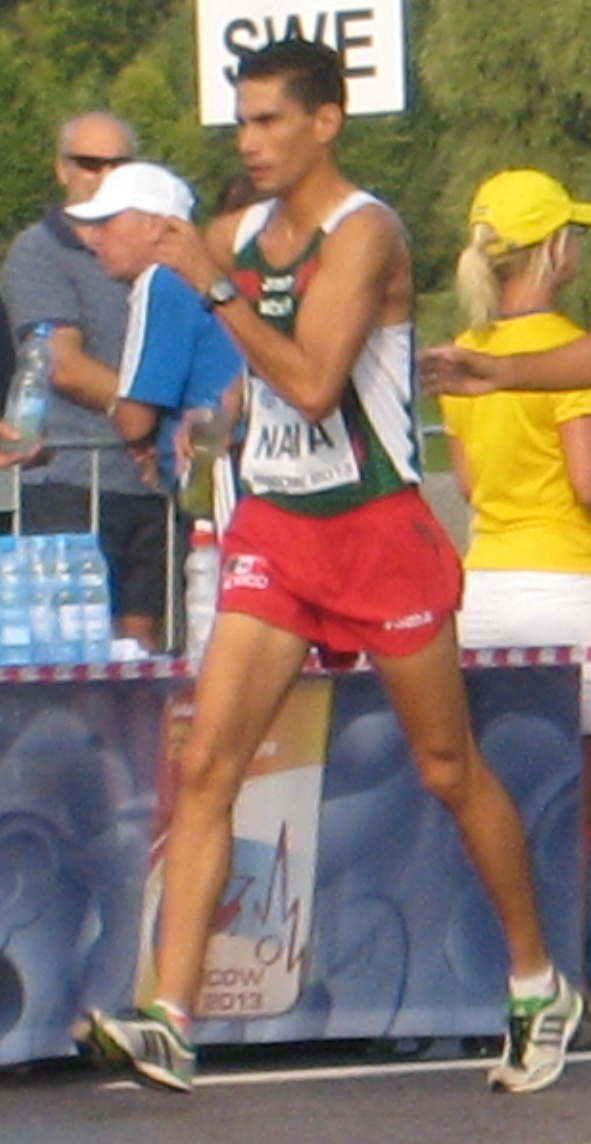
Horacio Nava kam auf den 28. Platz
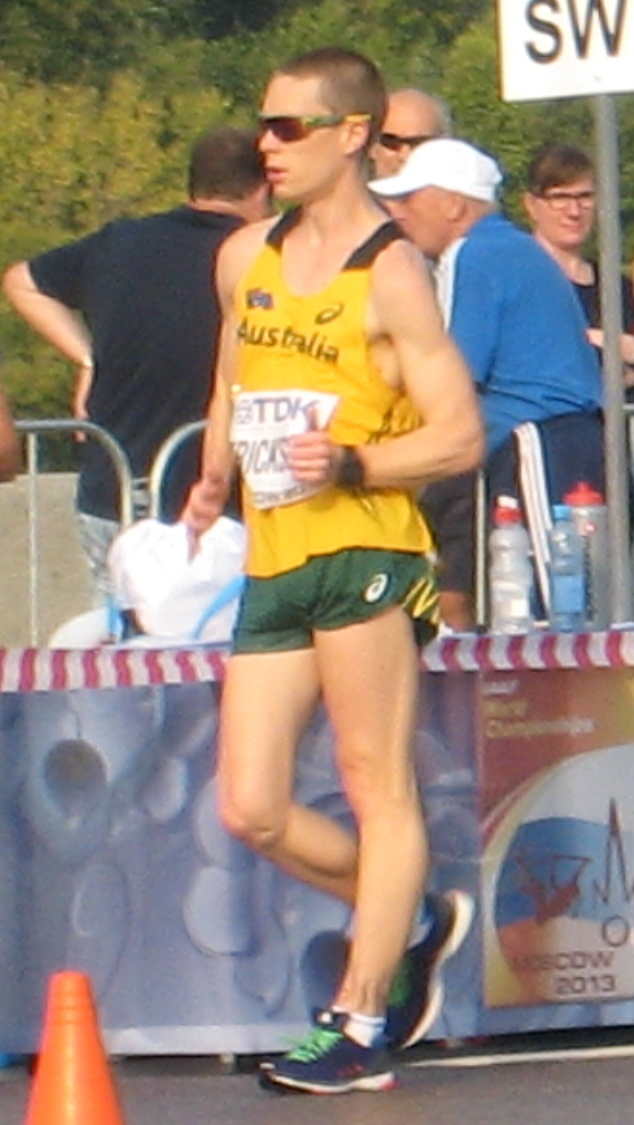
Platz 32 für Chris Erickson
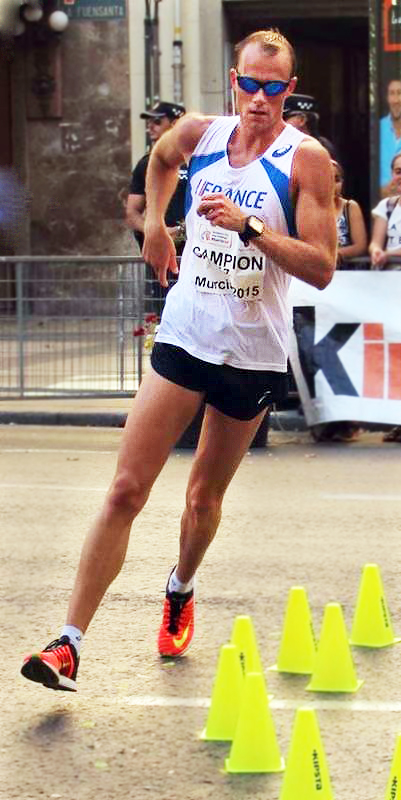
Kévin Campion erreichte Rang 33
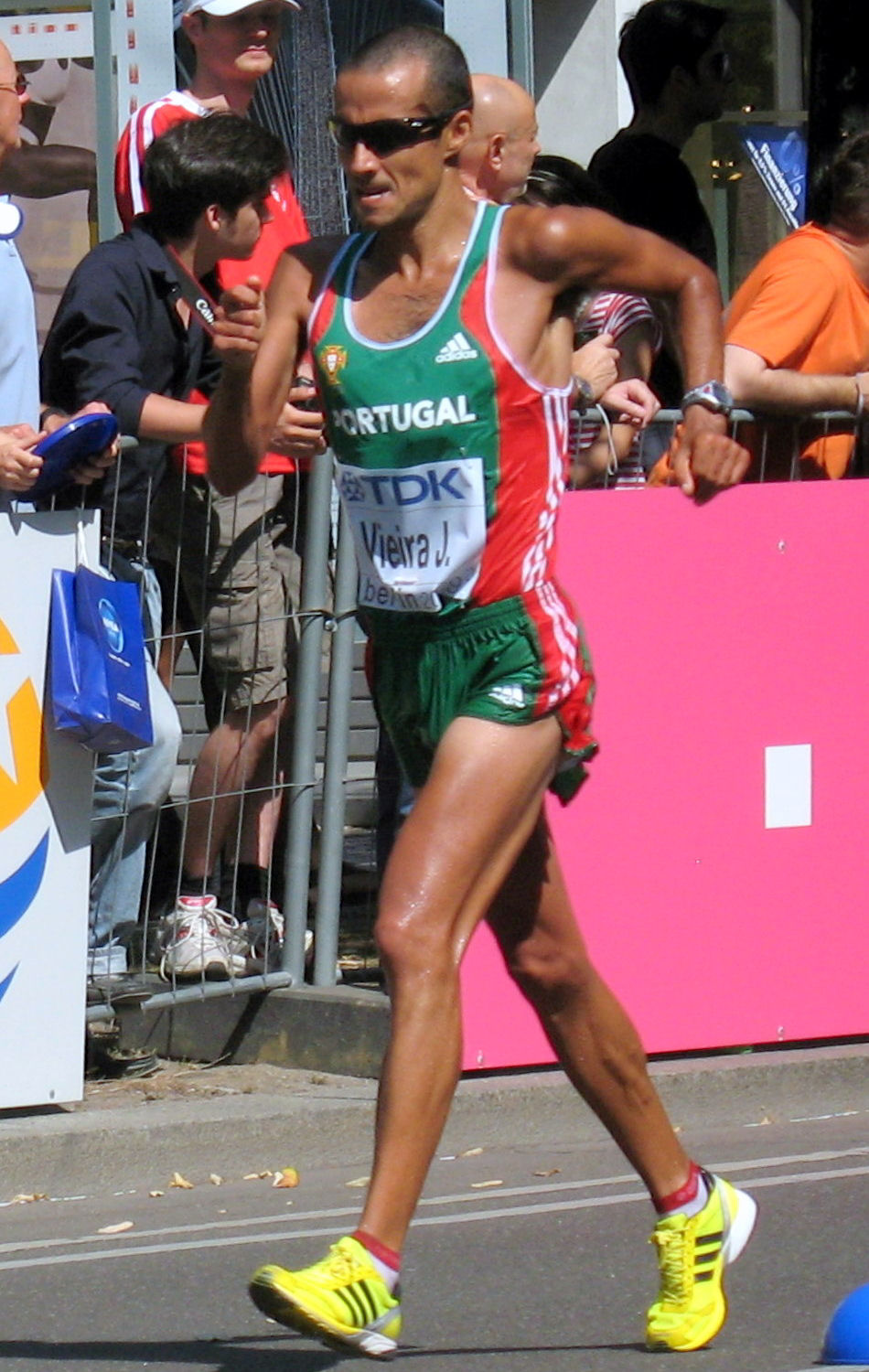
João Vieira, bei den letzten Weltmeisterschaften auf Platz vier, landete diesmal auf Rang 36
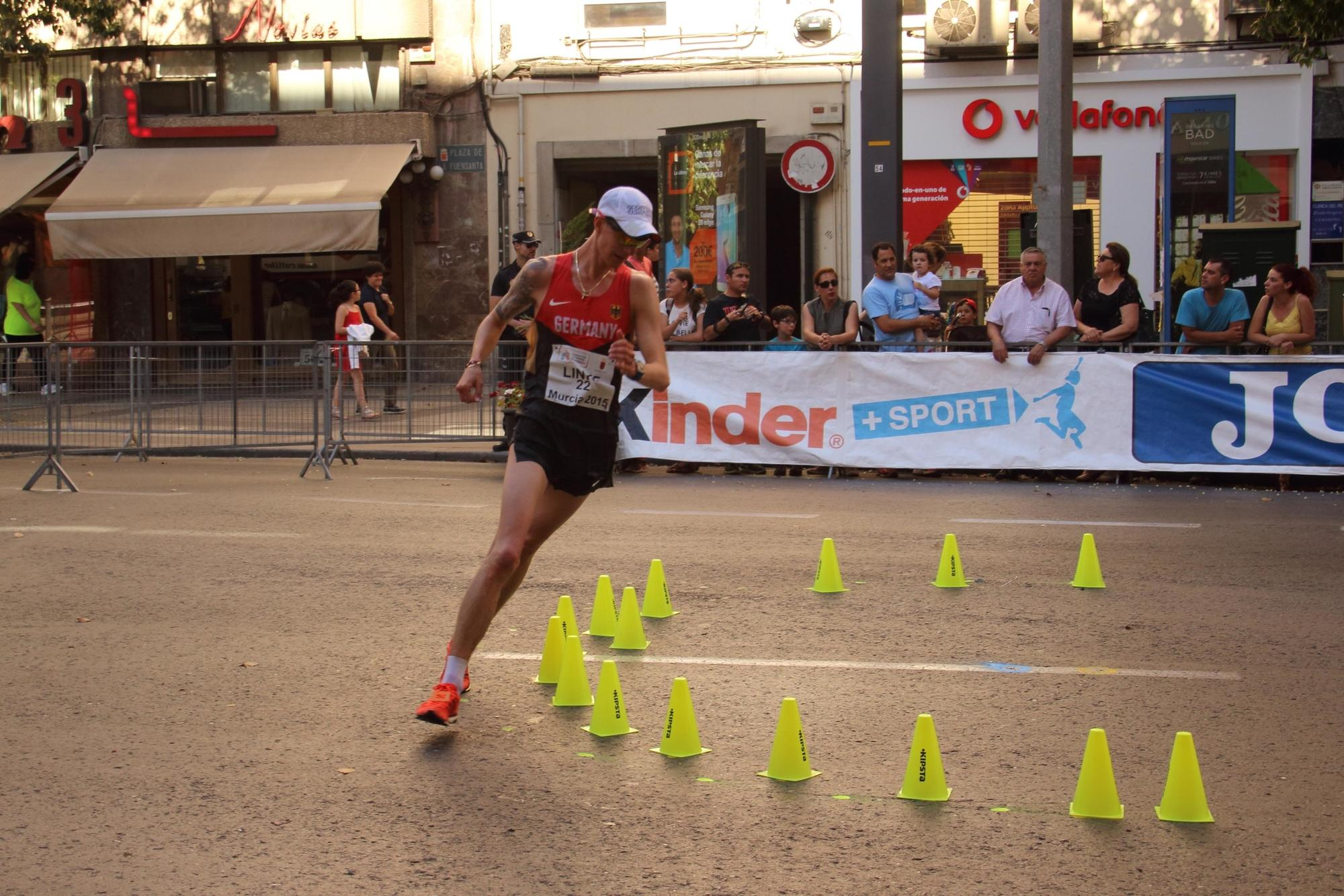
Christopher Linke belegte Platz 38
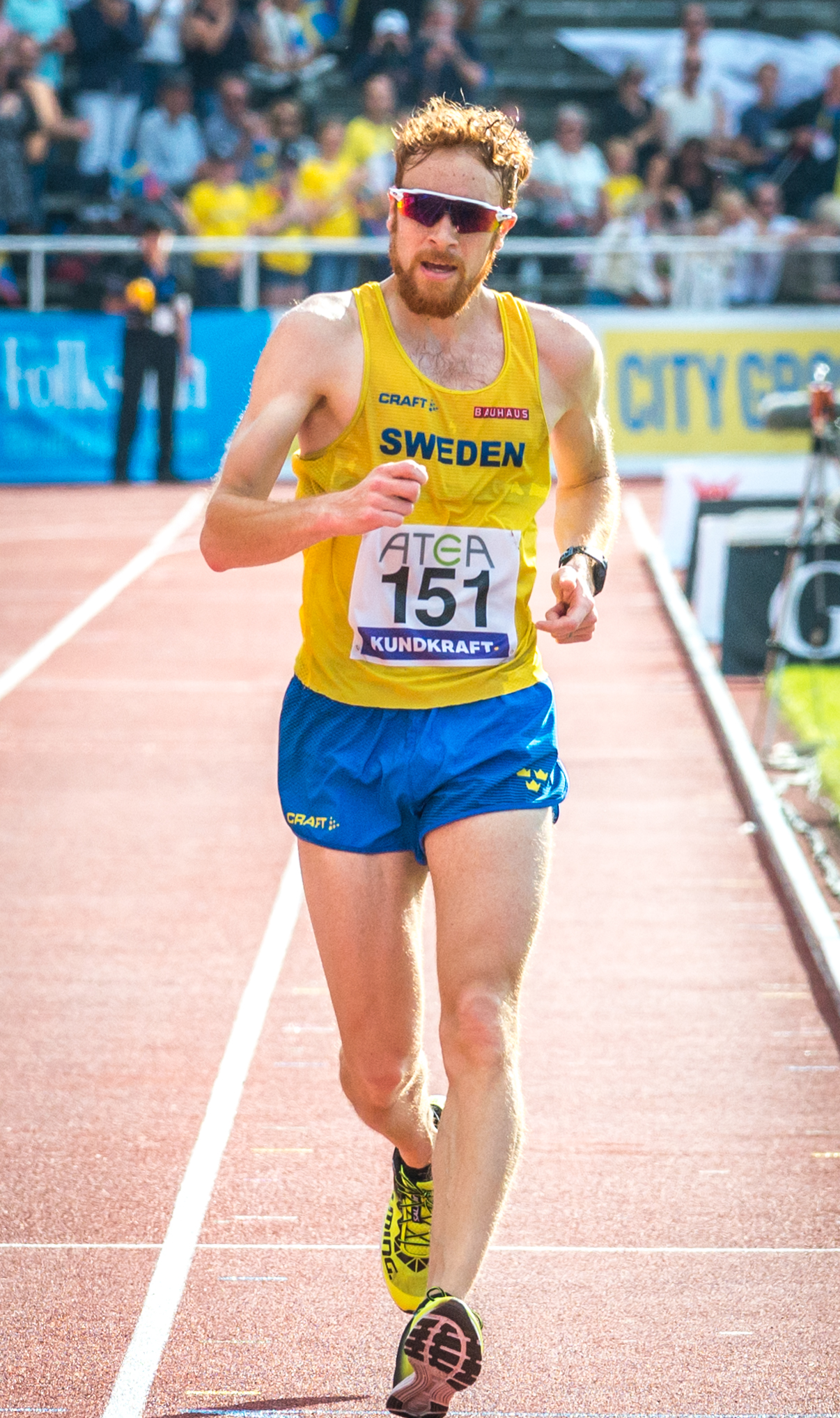
Anatole Ibanez – Rang vierzig
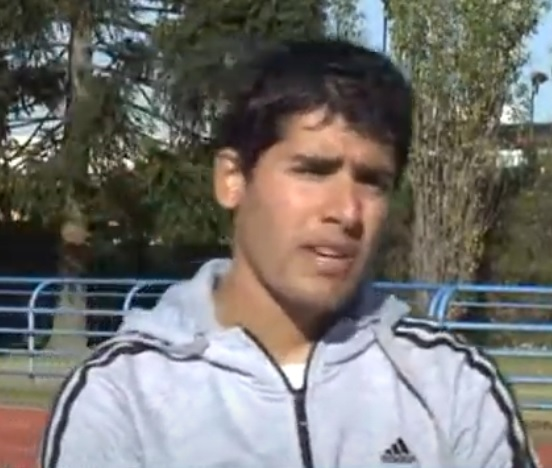
Juan Manuel Cano – Platz 42
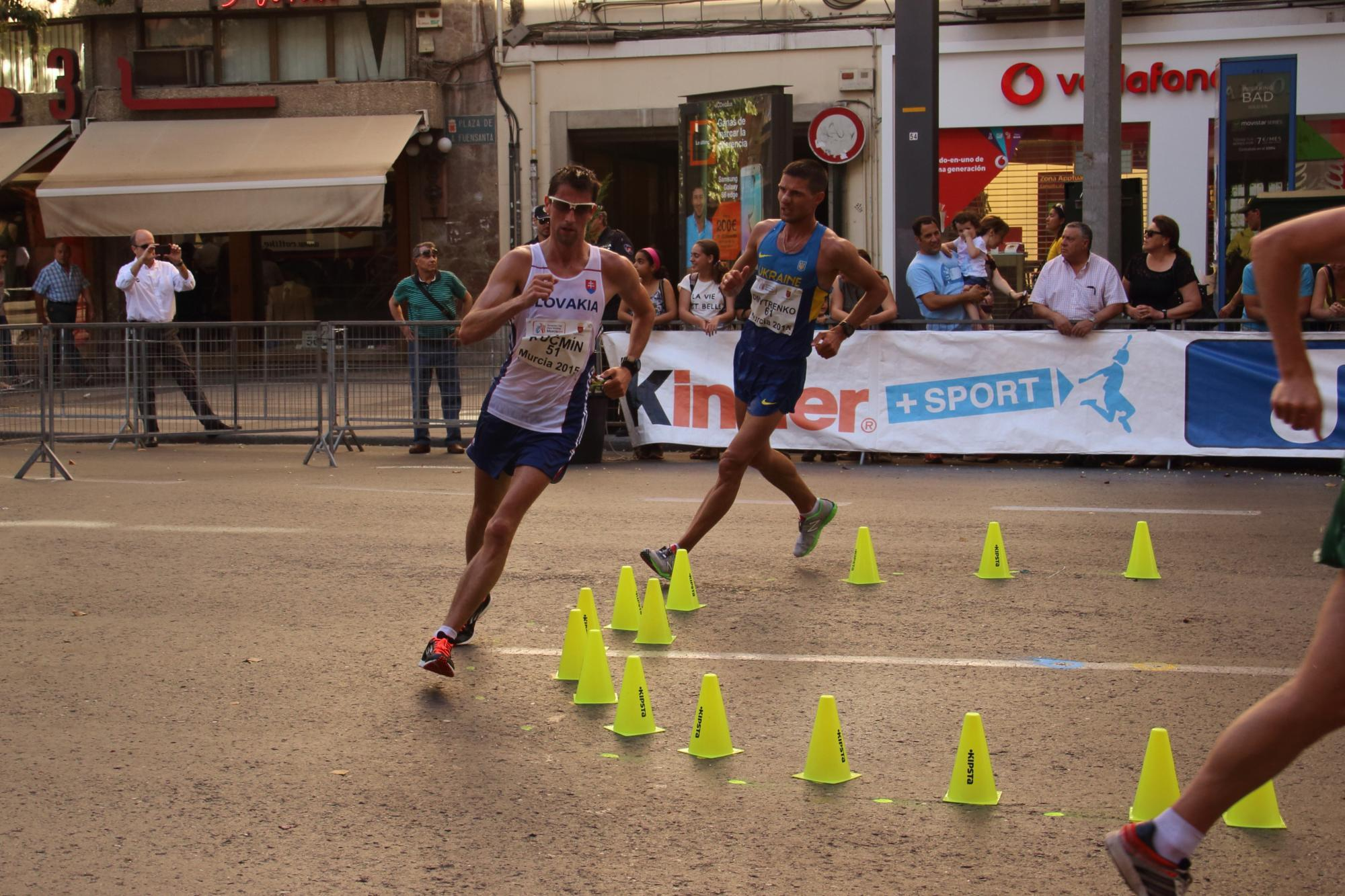
Anton Kučmín – Rang 44
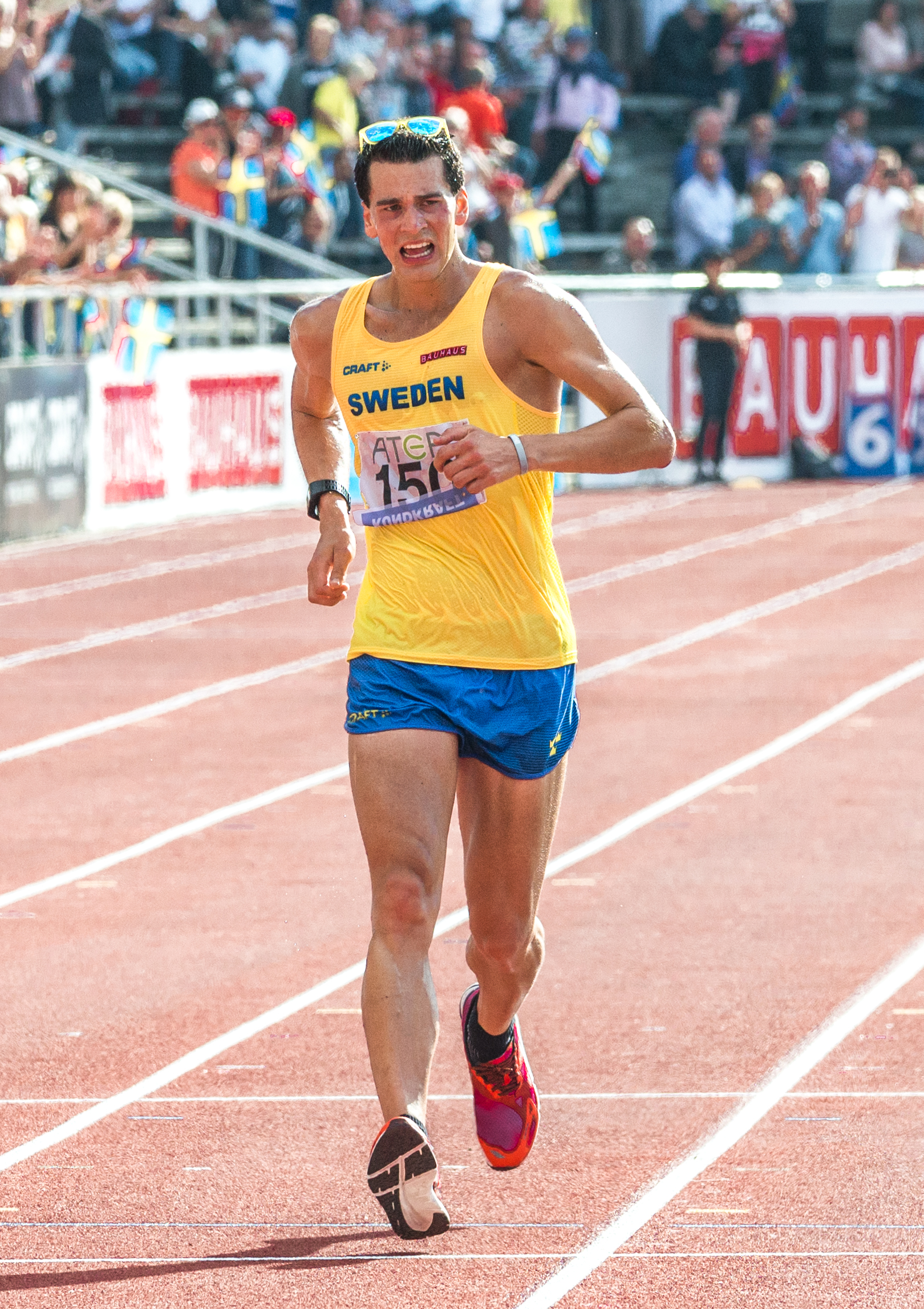
Perseus Karlström – Wettkampf aufgegeben
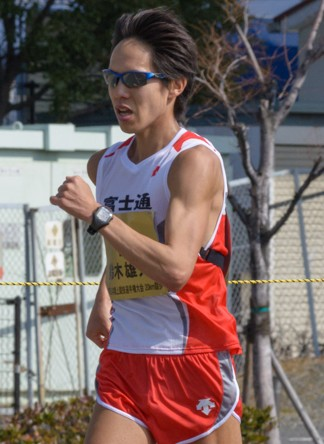
Yūsuke Suzuki – Wettkampf nicht beendet
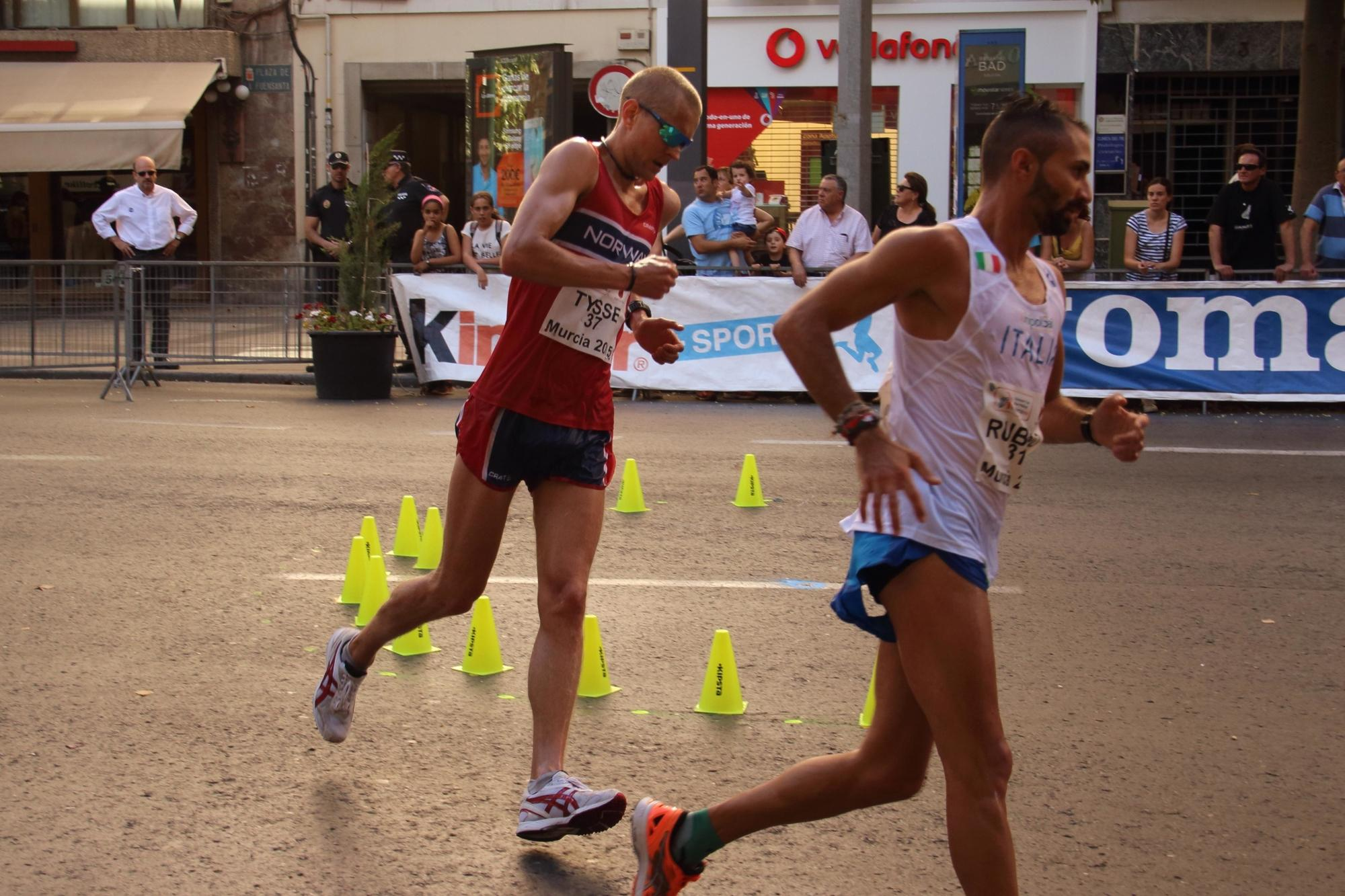
Erik Tysse (links) gab den Wettkampf auf
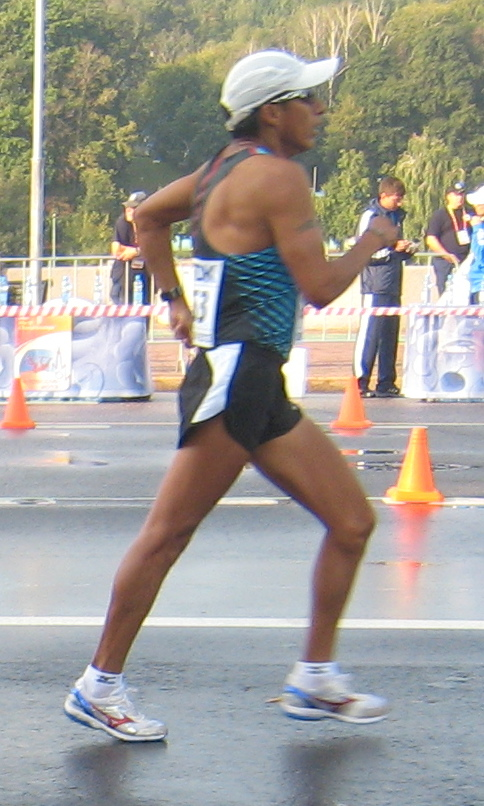
Andrés Chocho aus Ecuador wurde nach drei Verwarnungen disqualifiziert

## Video
- IAAF World Championships Beijing 2015 - Day 2 Highlights, Bereich 0:00 min bis 10:31 min, youtube.com, abgerufen am 14. Februar 2021